# Грудцино (Нижегородская область)
Грудцино́ (Грудцыно́) — село в Павловском районе Нижегородской области. Административный центр Грудцинского сельсовета.

## География
Стоит у озёр Кочки, Промтоварное, болота Заячье, пруда Заводской, реки Суринь.
В лесу местами растёт ирга. Рядом деревня Долотково, село Фроловское и город Ворсма.

## История
Ранее Грудцино входило в состав Ворсменской волости Горбатовского уезда Нижегородской губернии. Жители занимались сельским хозяйством и металлообработкой, в основном это было ножевое ремесло. В 1914 году в Грудцино было 150 хозяйств. На сегодня — 703.
В 1916 году в селе появилась промысловая артель по выпуску складных ножей, организованная кустарями-одиночками. В 1938 году артели присвоено имя В.П.Чкалова. Установление Советской власти прошло мирным путём.
В конце 1940-х годов артель преобразовали в завод. Для него специально выстроили здание.
В 1918 г. учреждается сельский совет.
В 1932 г. организован колхоз имени «5-й райпартконференции», объединивший бедняцкие хозяйства. Техника состояла из плугов и сеялок, рабочей силой были лошади, небольшое стадо было достоянием колхоза. В ноябре 1959 г. колхоз реорганизован в отделение совхоза «Ворсменский».
В 1934 году открываются клуб и библиотека.
1 сентября 1964 г. состоялось торжественное открытие детского сада.
После революции 1917 года впервые открылась начальная школа, расположенная в доме попа. Преподавала приезжая учительница. Обучающихся детей было немного, большинство из них работало, помогая семье вести единоличное хозяйство.
В 1932 году построили новую деревянную школу, она и дала название улице — улица Школьная. Здесь учились дети до 7 класса. В 1952 году школа стала восьмилетней. В ней организуется пионерская дружина.
В 1985 году построена и пущена в эксплуатацию кирпичная школа, которая действует по сей день.

## Население
| 2002 | 2010  |
| ---- | ----- |
| 1296 | ↘1290 |

## Инфраструктура
Личное подсобное хозяйство с зоной сельскохозяйственного использования, индивидуальная застройка усадебного типа.
Основа экономики — сельское хозяйство.
В селе есть школа и детский сад. Отделение почтовой связи Грудцино 606118

## Транспорт
Деревня доступна автотранспортом. Автобусное сообщение с райцентром. Остановка общественного транспорта «Грудцино». 